# Side 3
| Recensione       | Giudizio |
| ---------------- | -------- |
| AllMusic         | [ 3 ]    |
| Robert Christgau | B        |

Side 3 è il terzo album discografico dei Raspberries, pubblicato dalla casa discografica Capitol Records nel settembre del 1973.

## Tracce

### LP
Lato A (SMAS 1-11220)
1. Tonight (Voce solista: Eric Carmen) – 3:39 (Eric Carmen)
2. Last Dance (Voce solista: Wally Bryson) – 3:36 (Wally Bryson)
3. Making It Easy (Voce solista: David Smalley) – 3:10 (David Smalley)
4. On the Beach (Voce solista: Eric Carmen) – 4:10 (Eric Carmen)
5. Hard to Get Over a Heartbreak (Voce solista: David Smalley) – 3:51 (David Smalley)

Lato B (SMAS 2-11220)
1. I'm a Rocker (Voce solista: Eric Carmen) – 5:10 (Eric Carmen)
2. Should I Wait (Voce solista: David Smalley) – 3:51 (David Smalley)
3. Ecstacy (Voce solista: Eric Carmen) – 3:37 (Eric Carmen)
4. Money Down (Voce solista: Wally Bryson) – 4:01 (Wally Bryson)

## Formazione
- Eric Carmen - chitarra ritmica, piano, piano elettrico, mellotron, voce
- Wally Bryson - chitarra solista, chitarra acustica, voce
- David Smalley - basso, voce
- Jim Bonfanti - batteria, cori

Ospite
- Neil Gilpin - fiddle (brano: Last Dance)

Note aggiuntive
- Jimmy Ienner - produttore (con la C.A.M. Productions)
- Registrazioni effettuate al Record Plant di New York
- Shelly Yakus - ingegnere delle registrazioni
- Dennis Ferrante - assistente ingegnere delle registrazioni
- Mastering effettuato da Tom Rabstenek al Cutting Room di New York
- John Hoernle - art direction copertina album
- Rod Dyer - design copertina album
- Bob Gruen e Leandro Correa - foto copertina album
- Ringraziamento speciale a: Al Vitantonio, Don Parsons, Hank Laconti, Kathy Koral e Jack Poucinsky[5]

## Classifica
Album
| Anno | Classifica    | Posizione raggiunta |
| ---- | ------------- | ------------------- |
| 1973 | Billboard 200 | 128                 |

Singoli
| Anno | Titolo del brano | Classifica        | Posizione raggiunta |
| ---- | ---------------- | ----------------- | ------------------- |
| 1973 | Tonight          | Billboard Hot 100 | 69                  |
| 1973 | I'm a Rocker     | Billboard Hot 100 | 94                  |